# Буття 1:1
Буття 1:1 («На початку Бог створив Небо та землю») — перший вірш першого розділу Книги Буття у Біблії, з якого починається історія про створення світу. Існує низка суперечностей і складностей у розумінні і тлумаченні цього фрагменту, що пов'язані як з лінгвістичними особливостями оригіналу, так і з богословським змістом термінів «початок», «небо», «земля».
Є три основні варіанти лінгвістичного прочитання єврейського тексту цього фрагменту, два з яких можна поділити на два підваріанти.
1. Це окреме речення. Суперечність із 1:6-1:10 пояснюється тим, що Небо і Земля тут — зовсім не ті небо і земля, про створення яких говориться далі.
а) Традиційне буквальне «На початку…».
б) «У початку…» або «Через початок…», де початок — це Тора (юдаїзм), сефіра Мудрість (Кабала), Слово-Христос (християнство) або Софія (православна софіологія).
2. Це заголовок або догмат, після якого слідує власне його виклад, що починається з 1:2.
3. Це підрядне речення часу.
а) Частина складного речення, що включає 1:1, 1:2 та 1:3: «На початку створення Богом Неба і землі, коли земля була …, тоді Бог сказав: Хай станеться світло!».
б) Частина складного речення, що включає 1:1 та 1:2: «На початку створення Богом Неба і землі земля була…».
Перший варіант прочитання є найпоширенішим, другий варіант приймається деякими протестантськими деномінаціями, а також деякими світськими дослідниками, третій варіант приймають деякі юдейські біблеїсти і деякі світські дослідники.
Згідно документальної гіпотези автором цього тексту є Жрець (жрецький кодекс). Останні дослідження теж відносять цей фрагмент, як і всю оповідь про створення світу, до жрецького кодексу, але схиляються до виділення у П’ятикнижжі тільки двох основних редакцій — жрецької та девтерономічної (у документальній гіпотезі виділяють п’ятьох авторів тексту П’ятикнижжя — Ягвіста, Елогіста, Жерця, Редактора та Девтерономіста).

## Текст
Вірш у масоретському тексті складається з 7 слів та 28 літер:
| WLC: з оголосом     | בְּרֵאשִׁ֖ית בָּרָ֣א אֱלֹהִ֑ים אֵ֥ת הַשָּׁמַ֖יִם וְאֵ֥ת הָאָֽרֶץ׃                |
| WLC: без оголосу    | בראשית ברא אלהים את השמים ואת הארץ׃                |
| WLC: транслітерація | Bereshit bara Elohim et hashamayim ve'et ha'aretz. |
| AC                  | א בראשית ברא אלהים את השמים ואת הארץ               |

### Лінгвістичний аналіз

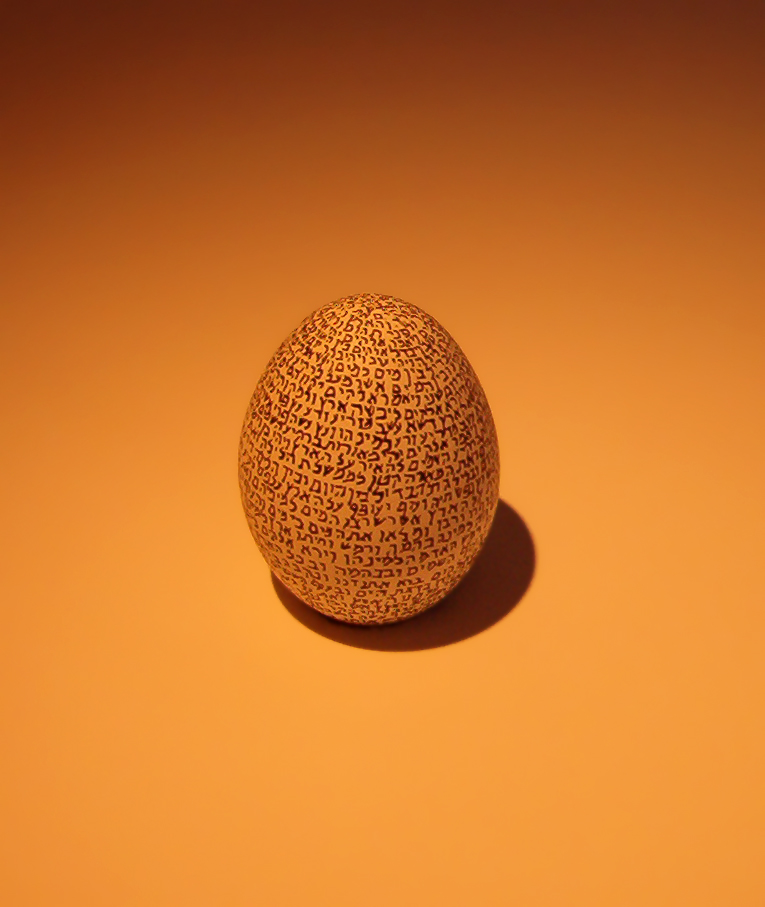
Перший розділ Книги Буття, написаний на яйці (Музей Ізраїлю).

Порядок слів у перекладі змінено відповідно до єврейського тексту.
| Стронґ   | Іврит  | Транскрипція  | Українська (Огієнко) | Англійська (KJB) | Граматика                      |
| -------- | ------ | ------------- | -------------------- | ---------------- | ------------------------------ |
| 7225     | בְּרֵאשִׁ֖ית | bə·rê·šîṯ     | На початку           | In the beginning | іменникова конструкція         |
| 1254     | בָּרָ֣א    | bā·rā         | створив              | created          | дієслово, ч.р., одн.           |
| 430      | אֱלֹהִ֑ים  | ’ĕ·lō·hîm     | Бог                  | God              | іменник, мн.                   |
| 853      | אֵ֥ת     | ’êṯ           |                      |                  |                                |
| акузатив |        |               |                      |                  |                                |
| 8064     | הַשָּׁמַ֖יִם  | haš·šā·ma·yim | Небо                 | the heaven       | визн. артикль та іменник, мн.  |
| 853      | וְאֵ֥ת    | wə·’êṯ        | та                   | and              | сполучник і акузатив           |
| 776      | הָאָֽרֶץ   | hā·’ā·reṣ     | землю                | the earth        | визн. артикль та іменник, одн. |

Bereshit — це слово з основним значенням «на початку», за яким має бути додаток у знахідному відмінку (англ. in [the] beginning [of]), який чомусь пропущений. Визначений артикль перед bereshit  теж пропущений. Все це ускладнює ясне лінгвістичне розуміння всього речення. Конструкція bereshit зустрічається у Біблії часто, зазвичай коли мова іде про правління царів («на початку правління...»). Однак в 1:1 немає обов’язкового додатку, не говориться на початку чого. Одним із пояснень є те, що автор не мав слова, аби позначити стан світу на початку творіння, тому просто пропустив його. Інше пояснення: зміст цього словосполучення — «у початку, через початок, за допомогою початку», де «початок» має небуквальний зміст і в різних традиціях означає Тору (Закон), Мудрість (Софію) чи Христа (Слово).
Друге слово — це дієслово bara минулого часу у чоловічому роді і однині, тож передбачається «він». Особливість цього дієслова полягає у тому, що у Старому Заповіті його суб’єктом виступає лише Бог. Elohim — це «божественні сили», множина від слова eloah («Бог»). Цим словом (саме у множинній формі) у давньоєврейській позначали як єдиного Бога Ізраїлю (пошанна множина), так і богів інших народів. У цьому місці прийнято перекладати одниною, оскільки дієслово вживається в однині. Et — це частка, яка вживається перед прямим додатком дієслова, тобто тут вона позначає, що саме «небо і земля» були створені. Слово ha перед shamayim (букв. «небеса») та перед aretz («земля») є визначеним артиклем, аналогом англійського the. Shamayim — це іменник у формі множини, однина у Біблії не зафіксована.

### Переклади
| Час            | Мова                | Назва видання            | Текст перекладу                                        |
| -------------- | ------------------- | ------------------------ | ------------------------------------------------------ |
| 250-50 до Р.Х. | давньогрецька       | Септуаґінта              | ἐν ἀρχῇ ἐποίησεν ὁ θεὸς τὸν οὐρανὸν καὶ τὴν γῆν        |
| бл. 110        | арамейська          | Таргум Онкелоса          | בְּקַדְמִין בְּרָא יְיָ יָת שְׁמַיָּא וְיָת אַרְעָא                         |
| 390-405        | латина              | Вульґата                 | In principio creavit Deus caelum et terram.            |
| 1581           | церковнослов'янська | Острозька Біблія         | Искони сътвори б~ъ н~бо и землю.                       |
| 1611           | англійська          | Біблія короля Якова      | In the beginning God created the heaven and the earth. |
| 1878           | російська           | Синодальний переклад     | Въ началѣ сотворилъ Богъ небо и землю.                 |
| 1903           | українська          | Переклад П.Куліша та ін. | У початку сотворив Бог небо та землю.                  |
| 1962           | українська          | Переклад І. Огієнка      | На початку Бог створив Небо та землю.                  |
| 1963           | українська          | Переклад І. Хоменка      | На початку сотворив Бог небо й землю.                  |
| 1997           | українська          | Переклад Р. Турконяка    | На початку сотворив Бог небо і землю.                  |
| 2016           | українська          | Новий переклад УБТ       | На початку створив Бог небо та землю.                  |

## Паралельні місця
Основними паралельними біблійними місцями до цього вірша є: «Твої небеса, Твоя теж земля, вселенна і все, що на ній, Ти їх заложив!» (Псалми 88:12), «Хто розумом небо вчинив, бо навіки Його милосердя!» (Псалми 135:5), «що небо та землю вчинив, море й усе, що є в них, що правди пильнує навіки» (Псалми 145:6), «Усе через Нього повстало, і ніщо, що повстало, не повстало без Нього» (Йоана 1:3), «Що це робите, люди? Таж і ми такі самі смертельні, подібні вам люди, і благовістимо вам, від оцих ось марнот навернутись до Бога Живого, що створив небо й землю, і море, і все, що в них є» (Дії 14:15), «Вірою ми розуміємо, що віки Словом Божим збудовані, так що з невидимого сталось видиме» (До Євреїв 11:3), «І він говорив гучним голосом: Побійтеся Бога та славу віддайте Йому, бо настала година суду Його, і вклоніться Тому, Хто створив небо, і землю, і море, і водні джерела!» (Об'явлення 14:7).

### Класичні християнські
За християнськими Отцями Церкви II–V століть Бог створив небо і землю через Слово, оскільки «Споконвіку було Слово» (Йн. 1:1), і створив їх не на початку часів, а в «Початку» («Началі») — Христі (Оріген). Світ було створено Словом (Богом-Сином), а потім, після гріхопадіння, через те саме Слово світ було порятовано (Афанасій Великий). Небо і земля, які спершу створив Бог, — це матерія неба і землі, котрі приведені у буття з ніщо (Василій Великий, Немезій Емеський). Власне створенню світу передує створення умов — духовного світу (Небо) та фізичної матерії як такої (земля), про що і йде мова у 1:1 (Василій Великий), ці небо і земля — безформний матеріал (потенціал), сприйнятливий до творчості Бога-Художника (Августин Іппонійський), а не буквальні небо і земля.
За Аполлінарієм Лаодікійським та Немезієм Емеським першою із матеріального була створена безодня, з якої, як з первісної матерії, Бог творив усе інше.

### Класичні юдейські

#### «Берешит Рабба» (5 століття)
У мідраші «Берешит Рабба» говориться наступне:
|  | У світі заведено: цар із плоті та крові будує палац, причому будує його не за власним уявленням, а за уявленням майстра (архітектора), та й майстер будує не за власним уявленням, бо у нього є сувої та зшитки, щоби знати, як робити кімнати та проходи. Так само і Господь дивився у Тору і творив світ. Тора говорить «на початку Бог створив небо і землю», а «початок» — це не щось інше, як сама Тора, бо сказано «Господь мене мав на початку Своєї дороги» (Пр. 8:22). |

Звідси походить інтерпретація «У початку…», «Через початок…» або «За допомогою початку…».

#### Раші (1040–1105)
Раші відстоює прочитання цього вірша як першої частини складного речення: «На початку створення неба і землі, земля ж була …, тоді сказав Бог: Хай станеться світло!». Коментатор стверджує, що тут ще не розкривається послідовність творіння, інакше вживалося би «спочатку», а не «на початку/у початку». Слово bara він пояснює як творення із задуму, «за законом»,  що перегукується із християнською традицією прочитання.

#### Ібн Езра (1089—1067)
«Лінгвістичний» коментатор Авраам ібн Езра визначає bereshit як іменникову конструкцію і проводить паралель з аналогічною фразою у Єр. 27:1 («На початку царювання Єгоякима»). Те, що другою частиною конструкції виступає перфектна форма дієслова, він вважає цілком характерним для давньоєврейської і наводить приклади Ос. 1:2 («Початок того, що Господь говорив через Осію») та Іс. 29:1 («Горе Аріїлу, Аріїлу, місту, що Давид у нім таборував!»). У дієслові bara ібн Езра вбачає два значення: створення з нічого, на що вказували більшість його сучасників і попередників, а також значення «розділення, розрізнення», про яке пише дуже загадково:
|  | …його [дієслово] слід ототожнювати … з Єз. 27:43 («і порозсікають їх своїми мечами») у значенні «різати», «встановлювати чітку межу», і нехай розумний це зрозуміє. |

Імовірно, він натякає на можливість прочитання «На початку Бог відділив Небо від Землі», але не зважується наполягати на цьому.
Стосовно Elohim («небесні сили») коментатор зазначає, що це пошанна множина від слова Eloah («Бог»), вона не означає «богів», саме тому bara («створив») вживається в однині. Він проводить паралель зі словом «серце», яким євреї називають людську душу, хоча серце — матеріальний орган, а душа нематеріальна. Оскільки Бог діє через своїх ангелів, то у тексті Біблії він часто називається Elohim («небесні сили»).
Слово ha’shamayim («Небо» з визначеним артиклем) за ібн Езрою означає «небесне склепіння», тобто космологічне та астрологічне поняття, характерне для вавилонських і близькосхідних уявлень про будову Всесвіту, а не сучасне «небо» як атмосфера Землі. Він згадує і про «небеса небес», зазначаючи, що лише звіздарям відкриті ці таємниці. У слові ha’aretz ібн Езра звертає увагу на незвичне написання слова, але не пояснює, що би це могло значити.

#### Рамбан (1194–1270)
Кабалістичний коментатор Рамбан (XIII століття) пише, що таємницю створення світу не можна зрозуміти із самого Писання, для повного розуміння треба звертатися до усного Передання і кабали. Звичайним людям достатньо знати, що світ було створено, тобто він не існував вічно. Решту Рамбан вважає знанням «не для всіх». «Початок» він розуміє у кабалістичному дусі як десяту сефіру — Мудрість («Господь мудрістю землю заклав», Пр. 3:19). Сефіри (сфіри, сефірот) у кабалі — це ідеальні первісні цифри, котрі стали позначати десять стадій еманації, що йдуть від Бога і утворюють царство проявлення Бога. Докладно це все описується у середньовічній книзі «Сефер Єцира», основному кабалістичному тексті.
Це і подібні традиції прочитання вплинули на християнське розуміння створення світу із божественного задуму і через Начало — Христа, а також на пізню православну софіологію (В. Соловйов).

#### Сфорно (1475–1550)
Овадія Сфорно (XVI століття), підсумовуючи попередників, пише, що «на початку» означає «на початку часу», тобто мова йде про першу неподільну мить часу, і до цього часу не існувало. «Створив» за коментатором означає «зробив неіснуюче існуючим», і цей процес не зайняв часу. Множину слова «Бог» Сфорно пояснює тим, що Бог — це «форма усіх вічних та інших форм» і тим, що немає іншого буття, окрім пов’язаного з Богом.
Коментатор аналізує етимологію слова «Небо» і стверджує, що воно означає «віддалене місце», яке до того ж «віддалене від нас на однакову відстань з усіх боків», тобто це сфера, яка визначається стосовно нашого місцезнаходження, а не стосовно Бога чи сама по собі. Це знову відсилає до «небесної сфери» вавилонської космології. «Землю» Сфорно трактує як центр цієї небесної сфери.

### Сучасні християнські та академічні

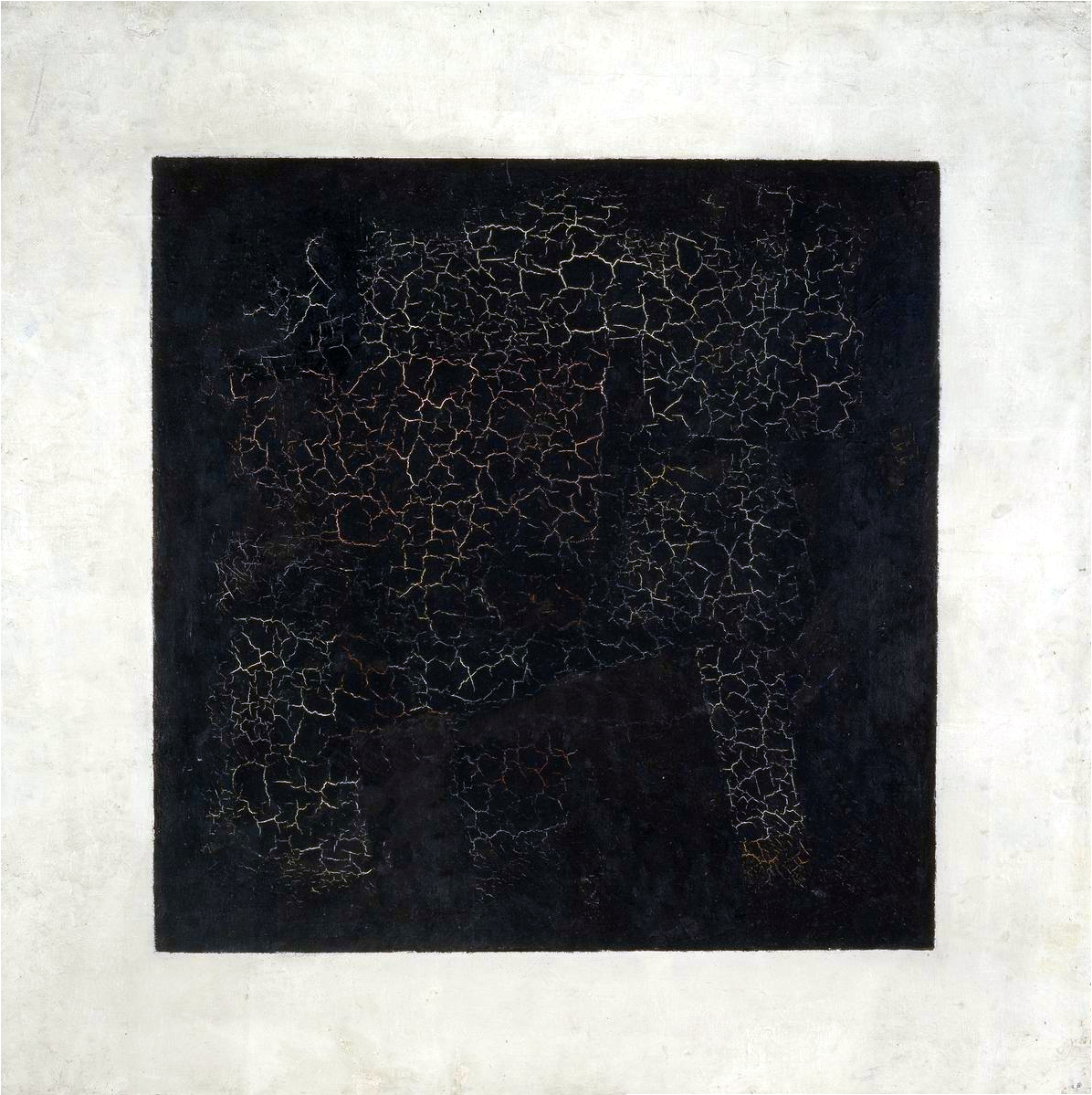
«Чорний квадрат» художника Казимира Малевича обігрує Бут. 1:1: «це нуль форми, де з ніщо постає творіння».

Низка православних богословів XX–XXI століття (Сергій Булгаков, Володимир Лоський, Георгій Флоровський), а також митрополит Антоній Сурозький відстоювали думку, що початок Книги Буття не слід розглядати як історичний опис подій, це «метаісторія»:
|  | Те, що насправді відбулося, неможливо висловити мовою наших днів, бо ті події належать світові, якого вже немає. І тому все, що сказано на початку Книги Буття, є істинним по суті, проте це не адекватний опис того, що сталося. ... Причиною цього поняття метаісторії є те, що світ, про який ідеться у першому розділі Книги Буття й до початку четвертого розділу, це світ, якого вже немає, світ, який ще не відпав від Бога, який ще не знав гріха, світ, який ще не став таким, яким ми його знаємо. І ми навіть не маємо потрібних слів, щоби говорити про той світ.. |

Джон Волтон з протестантського Вітонського коледжу (Іллінойс) припускає, що слово bara означає не «створив» у сучасному значенні слова, а «розрізнив, розділив, розподілив, призначив», наприклад, у створенні Адама і Єви Бог призначає статеві ролі для чоловіка і для жінки. Аналогічна думка висловлювалася ще у Середньовіччі класичним єврейським коментатором ібн Езрою (див. вище).
Біблеїст Віктор Гамільтон з протестантського Есберського університету (Кентуккі) докладно розглядає різні можливості лінгвістичного розуміння цього фрагменту, наводячи паралелі з «Енума еліш», але надає перевагу розумінню вірша як окремого речення. Його головний аргумент: так це речення традиційно розумілося у юдейській та християнській традиції, і так перекладалося у всіх давніх перекладах. Також він наводить різні лінгвістичні аргументи такого перекладу. Загалом Гамільтон вважає, що біблійна історія про створіння є не запозиченням, а свідомим запереченням та деміфологізацією месопотамської космогонії.